# Dinoderus oblongopunctatus
Dinoderus oblongopunctatus är en skalbaggsart som beskrevs av Pierre Lesne 1923. Dinoderus oblongopunctatus ingår i släktet Dinoderus och familjen kapuschongbaggar. Inga underarter finns listade i Catalogue of Life.